# Abdeslam Hili
Abdeslam Hili (in arabo عبد السلام حيلي‎?; Casablanca, 19 dicembre 1996) è un atleta paralimpico marocchino specializzato nelle gare di velocità e classificato T12 in quanto ipovedente.

## Biografia
Inizia a praticare l'atletica leggera all'età di diciassette anni e nel 2019 prende parte ai campionati mondiali paralimpici di Dubai conquistando la medaglia d'oro nei 400 metri piani T12 e facendo registrare il nuovo record del mondo paralimpico con il tempo di 47"49.
Nel 2021 partecipa ai Giochi paralimpici di Tokyo, dove migliora ulteriormente il record mondiale dei 400 metri piani T12, gara nella quale vince la medaglia d'oro, e si classifica settimo nei 100 metri piani T12.

## Record nazionali
- 400 metri piani T12:
  - 47"79  ( Dubai, 9 novembre 2019)
  - 47"59  ( Tokyo, 2 settembre 2021)

## Palmarès
| Anno | Manifestazione       | Sede  | Evento          | Risultato | Prestazione | Note            |
| ---- | -------------------- | ----- | --------------- | --------- | ----------- | --------------- |
| 2019 | Mondiali paralimpici | Dubai | 400 m piani T12 | Oro       | 47"79       | Record mondiale |
| 2021 | Giochi paralimpici   | Tokyo | 100 m piani T12 | 7º        | 11"00       |                 |
| 2021 | Giochi paralimpici   | Tokyo | 400 m piani T12 | Oro       | 47"59       | Record mondiale |